# Heng Samrin
Heng Samrin (ur. 25 maja 1934) – kambodżański polityk, dowódca oddziałów Czerwonych Khmerów, a następnie lider powstania ludowego, które doprowadziło do upadku reżimu Pol Pota. Przewodniczący Zgromadzenia Narodowego Królestwa Kambodży w latach 2006 - 2023. 
W latach 1970–1975 uczestniczył w działaniach rewolucyjnych przeciwko rządowi Lon Nola. W 1976 roku został komisarzem politycznym i dowódcą 4 dywizji armii kampuczańskiej. Dwa lata później wraz z Hun Senem stał na czele powstania ludowego przeciwko rządom Pol Pota. W latach 1978–1981 został przewodniczącym Komitetu Centralnego Zjednoczonego Frontu Ocalenia Narodowego Kampuczy, a następnie sekretarzem generalnym rządzącej Ludowo-Rewolucyjnej Partii Kampuczy i przewodniczącym Rady Państwa Kambodży (głowa państwa) (do 1992 roku).